# Оравска Лесна
Оравска Лесна (словац. Oravská Lesná) — село, громада округу Наместово, Жилінський край. Кадастрова площа громади — 65,63 км².
Населення 3434 особи (станом на 31 грудня 2018 року).

## Історія
Оравска Лесна згадується 1731 року.

## Географія
Протікають річки
- Гарвелка;
- Деменовський потік[7]
- Катренчиковський потік
- Юріков потік[8][9][10].

## Населення
| Рік:            | 1994. | 2004.   | 2014.   | 2024.   |
| --------------- | ----- | ------- | ------- | ------- |
| Кількість осіб: | 2944  | 3133    | 3322    | 3449    |
| Різниця:        |       | +6,41 % | +6,03 % | +3,82 % |

| Рік:            | 2023. | 2024.   |
| --------------- | ----- | ------- |
| Кількість осіб: | 3443  | 3449    |
| Різниця:        |       | +0,17 % |